# Ferentino
Ferentino é uma comuna italiana da região do Lácio, província de Frosinone, com cerca de 19.903 habitantes. Estende-se por uma área de 80 km², tendo uma densidade populacional de 249 hab/km². Faz fronteira com Acuto, Alatri, Anagni, Fiuggi, Frosinone, Fumone, Morolo, Sgurgola, Supino, Trivigliano.
Era conhecida como Ferento (em latim: Ferentium) no período romano.[carece de fontes?]

## Demografia
| Variação demográfica do município entre 1861 e 2011                               |
|                                                                                   |
| Fonte: Istituto Nazionale di Statistica (ISTAT) - Elaboração gráfica da Wikipedia |